# Parque nacional Vapor Cué
O Parque Nacional Vapor Cué é um parque público sediado a 4 km da cidade Caraguatay, Departamento de Cordillera, no Paraguai, com uma área total de aproximadamente 54 hectares. O parque também está há 98 km de Assunção, a capital paraguaia.
No parque conta com um hotel adjacente, além de uma ampla área dedicada ao lazer dos visitantes. Também possui atualmente em exposição um significativo acervo histórico relacionado à Guerra do Paraguai. O acervou passou a ser constituído na década de 1970, quando o governo paraguaio formou uma comissão pesquisadores e especialistas para iniciaram um trabalho de recuperação e restauração de navios históricos da Marinha Paraguaia, particularmente, navios relacionados ao conflito que ficaram encalhados ou esquecidos por mais de um século no Rio Yhaguy, com o objetivo de preservar e manter a memória da história da Marinha Paraguaia.
O parque nacional é aberto ao público e está próximo ao Rio Yhaguy, que ao longo das décadas se reduziu a um riacho. O rio é afluente do Rio Manduvirá e formam um trecho de 121km até sua desembocadura no Rio Paraguai. Em 2017, o proprietário do Hotel e administrador do local, afirmou que planejava realizar melhorias no parque e cobrar tarifas dos visitantes.

## Principais itens do acervo
Entre a década de 1980 e 1970 foram recuperadas partes de 6 barcos associados a Guerra do Paraguai, 4 cascos (2 de madeira e 2 de ferro). Dos 4 cascos, hoje em dia somente existem os 2 de metal, os demais tiveram destino desconhecido.
Rio Apa
Quarto navio mercante construído nos estaleiros paraguaios em Assunção, lançado entre 2 e 10 de novembro de 1858. Possuía originalmente casco de madeira, caldeira na popa para a propulsão a vapor que impulsionava rodas laterais, com 28t de deslocamento. O seu comprimento original é de aproximadamente 20m, largura de 7m, profundidade de 2,5m e até 1,2m quando submerso. Essa embarcação participou da captura do Vapor brasileiro “Anhambay” no Rio São Lourenço , em Mato Grosso (atualmente Mato Grosso do Sul) em janeiro de 1865. É o menor dos cascos encontrados no Rio Yaghuy. Ele tinha sido equipado com 4 canhões que foram removidos após a Batalha do Riachuelo.
Vapor Anhambaí
Navio de guerra da Armada Imperial Brasileira, do tipo canhoneira, capturado no Rio São Lourenço, atual Mato Grosso do Sul, em 6 de janeiro de 1865, antes do início do conflito, pelas forças paraguaias a bordo do Yporá e Rio Apa. É um navio com casco de ferro impulsionado por um sistema misto de velas e rodas laterais de um motor a vapor de cilindros verticais e oscilantes de 100hp, em um sistema de caldeira a vapor em formato retangular com duas bocas de fogo. Tinha quatro peças de calibre 32mm e duas peças de 68mm como armamento. Esse navio é um dos que escaparam da esquadra brasileira ao entrar no Rio Manduvirá e finalmente ingressando na região de Vapor Cué pelo Rio Yhaguy, onde permaneceu por quase um século abandonado na lama, tendo tido resgatado na década de 1970.
Vapor Piraveve
Vapor mercante construído na Escócia, originalmente chamado “Ranger”. Foi adquirido pelo Paraguai em 12 de abril de 1865. Possui um casos de ferro e maquina a vapor alimentada por uma caldeira retangular com uma boca de fogo e uma cúpula, que oferecia uma propulsão de 60hp, impulsionando sua hélice de popa bem como toda a caldeira. Atualmente, somente a caldeira é incluída na embarcação, pois os demais sistemas de propulsão assim como os eixos desapareceram com o tempo. Era um dos navios mais rápidos da frota paraguaia e fazia cerca de 120 toneladas de deslocamento. O navio foi um dos principais da esquadra paraguaia no ataque a esquadra brasileira durante a Batalha do Riachuelo. Próximo do fim do conflito, fez parte do esquadrão que fugiu da perseguição da esquadra brasileira, onde os paraguaios ingressaram pelo Rio Manduvirá, depois pelo Yaghuy, onde foi afundado próximo da região de Vapor Cué de modo a não cair nas mãos dos brasileiros. 
Vapor Salto Del Guairá
Construído nos estaleiros de São Jerônimo no Paraguai, sob a direção de Thomas N. Smith, lançado em 17 de julho de 1857. Possuía um casco de madeira movido por rodas laterais, com um sistema a vapor gerado por uma caldeira de popa. Era “irmão gêmeo” do Vapor Yporá, tinha 18 cabines para os marinheiros, possuía 226 toneladas de deslocamento e o seu motor a vapor tinha 70cv de potência. O seu comprimento total era aproximadamente de 30 metros, a sua largura variava de 5,5 a 7,5m, tinha profundidade de 2,5m e com 1,5m submerso. Também fez parte do grupo de vapores que fugiu da perseguição da esquadra brasileira nos momentos finais da Guerra do Paraguai, tendo sido afundado no Rio Yaghuy, de onde esse e outros navios paraguaios foram resgatados para o Monumento Nacional do Parque de Vapor Cué.
Vapor Yporá
Primeiro barco construído nos estaleiros de São Jerônimo, sob a direção de Thomas N. Smith, e lançado às águas em 2 de julho de 1856. Era “irmão gêmeo” do Vapor Salto Del Guairá, o seu casco era de madeira, impulsionado por rodas laterais e possuía caldeira de popa. As suas dimensões eram de 30m de comprimento, largura entre 5,5 e 7,5m, profundidade de 2,5m e 1,5 submerso. O vapor deslocava 226 toneladas sob um motor de 70cv de potência. Depois de algumas viagens pelos rios interiores do Paraguai, ele se juntou a esquadra que patrulhava as águas Assunção-Buenos Aires, com uma tripulação de 30 marinheiros, 3 ingleses e um italiano. Ele participou da Batalha do Riachuelo e da Batalha do Forte de Tayí, sendo salvo do desastre. Ele também participou da captura do navio brasileiro “Anhambay” em 6 de janeiro de 1865 e também dos navios argentinos “25 de Mayo” e “Gualeguay” em Corrientes, na Argentina, no dia 13 de abril de 1865.
Vapor Paraná
Navio misto construído na Inglaterra, adquirido por Sr. John Thompson em Assunção no ano de 1859. Tinha capacidade de carga de 83 toneladas, casco de madeira, maquina a vapor  de popa que impulsiona uma hélice e caldeira cilíndrica. As suas dimensões eram de aproximadamente 25 metros, 5,5m de largura, profundidade de 2,5m e 1,5m quando submerso. Foi adquirido em uma negociação de troca por carga de Erva Mate cujo valor nominal foi de 25mil pesos na época. Inicialmente serviu para transportar Erva Mate da Villa San Pedro, mas em fevereiro de 1860 foi adaptado como barco de passageiros. A sua primeira viagem ao exterior foi a Corrientes, em 7 de novembro de 1860. Em 1861, ele substituiu o Vapor Yporá na rota entre Assunção e Buenos Aires, mas não durou muito nessa função, pois, ao fim de agosto de 1863 ele foi substituído por outro Vapor devido a ter sofrido avarias no casco e nas maquinas, principalmente devido ao trabalho constante entre 1862 e 1863. Em 1865, quando foram quebrada as relações entre Paraguai e Brasil, o Vapor foi equipado como navio de logística para a Marinha Paraguaia. Ao fim do conflito, ele foi afundado no Rio Yaghuy junto com outros navios, posteriormente foi recuperado algumas de suas partes restantes, como a caldeira, que hoje estão em exposição no Parque Nacional.